# جام حذفی فوتبال فنلاند
 جام حذفی فوتبال فنلاند  (به فنلاندی: Suomen Cup) مسابقاتی است که به صورت حذفی در کشور فنلاند از سال ۱۹۵۵ تاکنون برگزار می‌شود. این جام از ۲۳۳ تیم که از سراسر کشور فنلاند در آن شرکت می‌کنند برگزار می‌شود.
باشگاه فوتبال هاکا با ۱۲ قهرمانی پرافتخارترین تیم این سری مسابقات به حساب می‌آید.

## پرافتخارترین باشگاه‌ها
| باشگاه                     | قهرمانی |
| -------------------------- | ------- |
| هاکا                       | ۱۲      |
| هلسینکی                    | ۱۱      |
| لاتی                       | ۷       |
| Kotkan Työväen Palloilijat | ۴       |